# Všeobecné volby v Gabonu v roce 1967

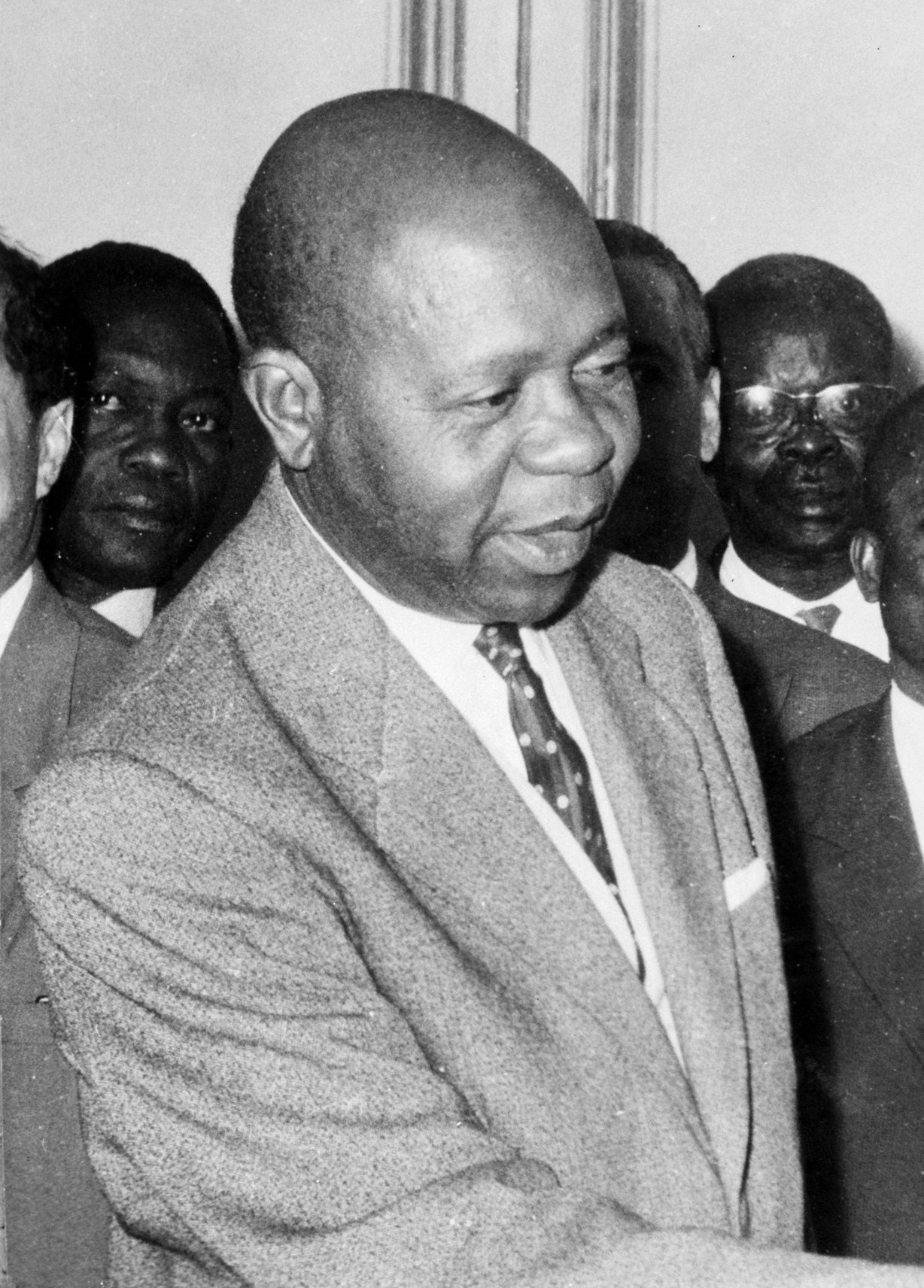
Vítěz voleb Léon M'ba (1964)

Všeobecné volby v Gabonu se konaly 19. března 1967. Během voleb byl volen prezident a Národní shromáždění. Jediným kandidátem do prezidentských voleb byl úřadující prezident Léon M'ba z Gabonského demokratického bloku. Tato politická strana také jako jediná kandidovala v parlamentních volbách. Oficiální volební účast byla 99,4 %.
Dne 28. listopadu 1967, pouhý jeden den po své prezidentské přísaze, Léon M'ba zemřel. Ve funkci prezidenta jej nahradil Omar Bongo, který následujícího roku prohlásil Gabon za stát jedné strany.

## Volební výsledky

### Prezidentské volby
| Kandidát                            | Politická strana                    | První kolo | První kolo |
| Kandidát                            | Politická strana                    | Hlasy      | %          |
| ----------------------------------- | ----------------------------------- | ---------- | ---------- |
| León M'ba                           | Gabonský demokratický blok          | 346 587    | 100 %      |
| Celkem                              | Celkem                              | 346 587    | 100 %      |
|                                     |                                     |            |            |
| Platných hlasů                      | Platných hlasů                      | 346 587    | 99,91 %    |
| Neplatných hlasů                    | Neplatných hlasů                    | 313        | 0,09 %     |
| Celkem hlasů                        | Celkem hlasů                        | 546 900    | 100 %      |
| Registrovaných voličů/volební účast | Registrovaných voličů/volební účast | 348 942    | 99,41 %    |

### Volby do Národního shromáždění
| Politická strana                    | Hlasy   | %       | Mandáty |
| ----------------------------------- | ------- | ------- | ------- |
| Gabonský demokratický blok          | 346 587 | 100 %   | 47      |
| Celkem                              | 346 587 | 100 %   | 47      |
|                                     |         |         |         |
| Platné hlasy                        | 346 587 | 99,91 % |         |
| Neplatné hlasy                      | 313     | 0,09 %  |         |
| Celkem hlasů                        | 546 900 | 100 %   |         |
| Registrovaných voličů/volební účast | 348 942 | 99,41 % |         |